# Crumbsuckers
Crumbsuckers — американская кроссовер-трэш-группа, основанная басистом Гэри Мескилом в 1982 году в Болдуине, округ Нассо, штат Нью-Йорк. Crumbsuckers объединили звучание и темы трэша и хардкор-панка, став первопроходцами кроссовер-трэша и оказав влияние на сцену своим дебютным альбомом Life of Dreams 1986 года. Хотя группу поддержали фанаты и коллеги-артисты, второй альбом Beast on My Back, не оправдал ожиданий. Уход ведущего вокалиста Криса Нотаро в 1988 году положил начало постепенному упадку группы. Crumbsuckers отыграли свое последнее реюнион-шоу (с Крисом Нотаро на вокале) на фестивале Black N 'Blue Bowl 2015 года в Webster Hall (бывший отель Ritz) в Нью-Йорке 17 мая 2015 года.
Песня «Trapped» с дебютного альбома Life Of Dreams (1986) вошла в список из 10 треков, приведших к изобретению трэш-метала, по мнению гитариста Anthrax Скотта Иэна.

## История
Начав свою деятельность в 1983 году, группа вскоре стала неотъемлемой частью хардкор-сцены Нижнего Ист-Сайда Нью-Йорка, оттачивая мастерство в легендарном пабе A7, прежде чем перейти к знаменитым воскресным дневным концертам CBGB, по мере того как они и движение набирали силу. К 1986 году Crumbsuckers состояли из вокалиста Криса Нотаро (ex-Krackdown), гитаристов Дэйва Уинна и Чака Ленихана, басиста Гэри Мескила и барабанщика Дэна Ричардсона, и выпустили свой дебютный альбом Life of Dreams, положив начало кроссоверному увлечению. Life of Dreams – яркий, хотя и довольно классический образец жанра, альбом, изобилующий острыми, как бритва, трэшевыми гитарами, маниакальными барабанными партиями и панковской социальной и политической критикой, кульминацией которой стал выдающийся трек «Super Tuesday», критикующий президентские выборы 1984 года. К сожалению, Crumbsuckers вскоре разочаровались в своих поклонниках (как и Agnostic Front примерно в то же время), слишком углубившись в хеви-метал в своём втором альбоме 1988 года Beast on My Back (он же B.O.M.B.) с участием нового гитариста Роберта Кёблера, увлечённого шредом. Этот альбом, с его длинными песнями и откровенно металлическим перебором, в итоге оттолкнул большинство своих давних хардкорных поклонников, и к тому времени, как группа отправилась в турне с новым гитаристом – бывшим участником Carnivore Марком Пиованетти, – группа, честно говоря, уже была мертва. В конечном счёте, даже больше, чем их неудачные альбомы, наследием Crumbsuckers, возможно, стали многочисленные группы, которые впоследствии возникли на их руинах. Мескил и Ричардсон основали постхардкор-металлистов Pro-Pain, а последний в итоге также играл с Life of Agony и Stereomud, а Ленихан несколько лет спустя присоединился к Genitorturers.

## Характеристики
Стиль
Как и современники из Нью-Йорка, такие как Agnostic Front и Cro-Mags, Crumbsuckers были одними из первых поставщиков кроссовер-трэша 1980-х. Однако на втором альбоме группа отклонилась больше в сторону метала.
Дизайн обложек
Обложку дебютного альбома разработал Шон Таггарт, местный нью-йоркский художник, известный среди NYHC-исполнителей. Он является автором обложек, например, Cause for Alarm группы Agnostic Front, Carnivore и Retaliation группы Carnivore, Primitive Origins группы Prong и Power and Pain группы Whiplash.

## Дискография
Альбомы
- Life of Dreams (1986)
- Beast on My Back (1988)
- Turn Back Time: The Early Years 1983—1985 (2014)